# Трева
 За едноименния сериал вижте Трева (сериал).  За италианския град вижте Треви (Италия).
Трева e общо название на всички зелени тревисти растения с ниски стебла. Трева може да са нарече, когато е само едно растение (например само райграс) или когато са няколко вида (например райграс, детелина, пача трева, кощрява, троскот, поветица и др.), но погледнати като цяло да дават сливащ се зелен фон на терена, на който са израснали без да се различават лесно като отделни видове. Растенията от семействата, които нямат растителен цвят или цветът им е малък, или имат осил вместо цвят се наричат треви. Към тревите могат да се причислят билкови растения, бурени и културни растения. Когато тревата достигне височина от 50 – 60 см обикновено се коси, за да се предотврати нейното пожълтяване, а след изсушаване на мястото на косенето се превръща в сено, което се използва като храна за животни.
- трева – растение на семейство Житни (Poaceae), наричано още Треви (Gramineae);
- трева – произволно тревисто растение;
- трева – насаждение с тревисти растения – ливада, туфа;
- трева – разговорен термин за билка или подправка;
- трева – полужаргонен израз за футболно игрище или тенис корт с тревна настилка;
- трева – жаргонен израз за марихуана.
- ванилова трева, риганова трева – народни имена на ригана;
- лимонова трева (Cymbopogon) – род растения от сем. Житни.